# 네블리나가는주머니쥐
네블리나가는주머니쥐(Marmosops neblina)는 남아메리카에 사는 주머니쥐의 일종이다. 브라질과 에콰도르, 베네수엘라에서 발견되며, 페루에서도 서식하는 것으로 추정하고 있다.